# Alexandre Cabanel
Alexandre Cabanel, född 28 september 1823 i Montpellier i Frankrike, död 23 januari 1889 i Paris, var en fransk konstnär. 

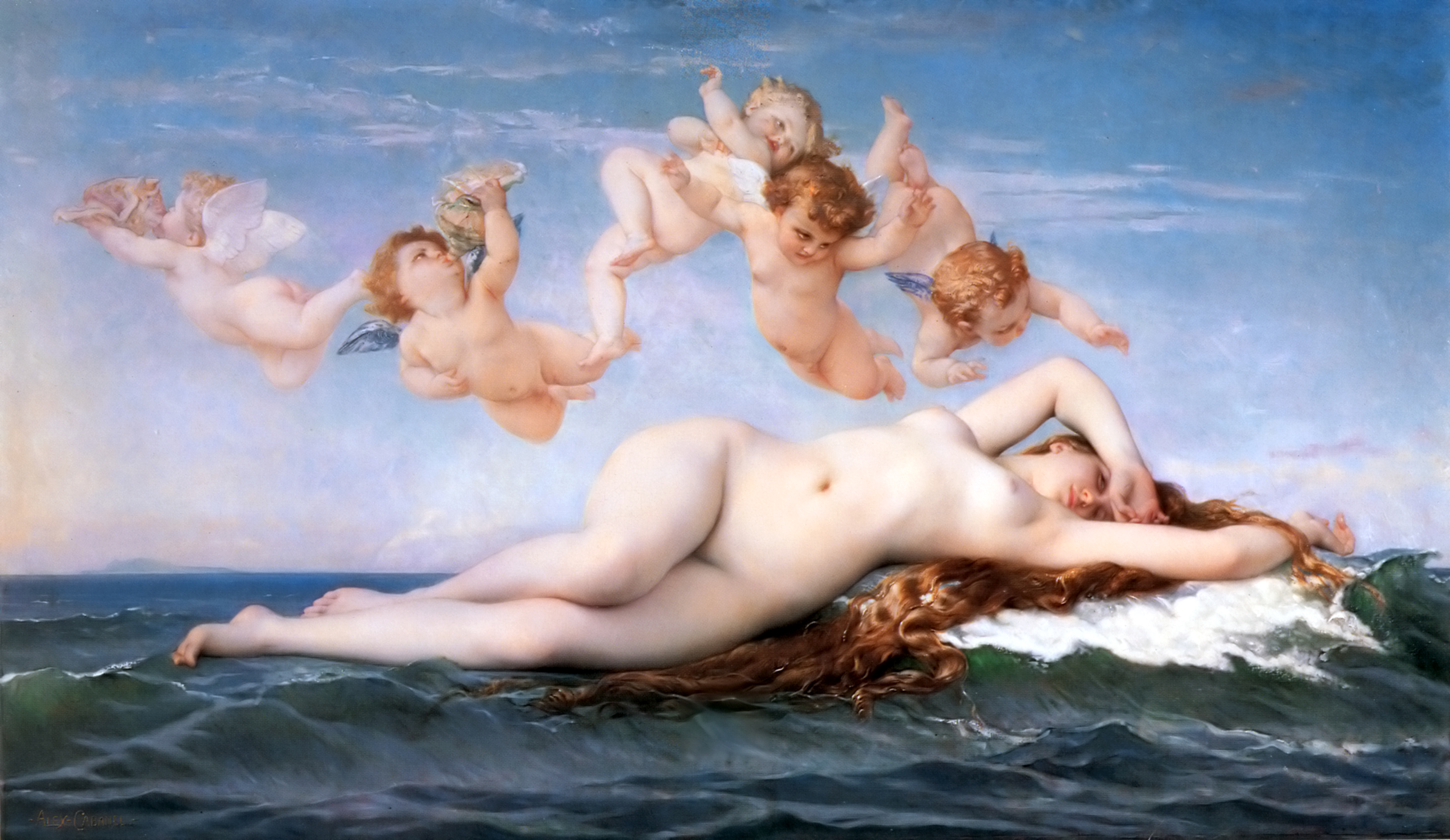
Venus födelse (1863), Musée d'Orsay.

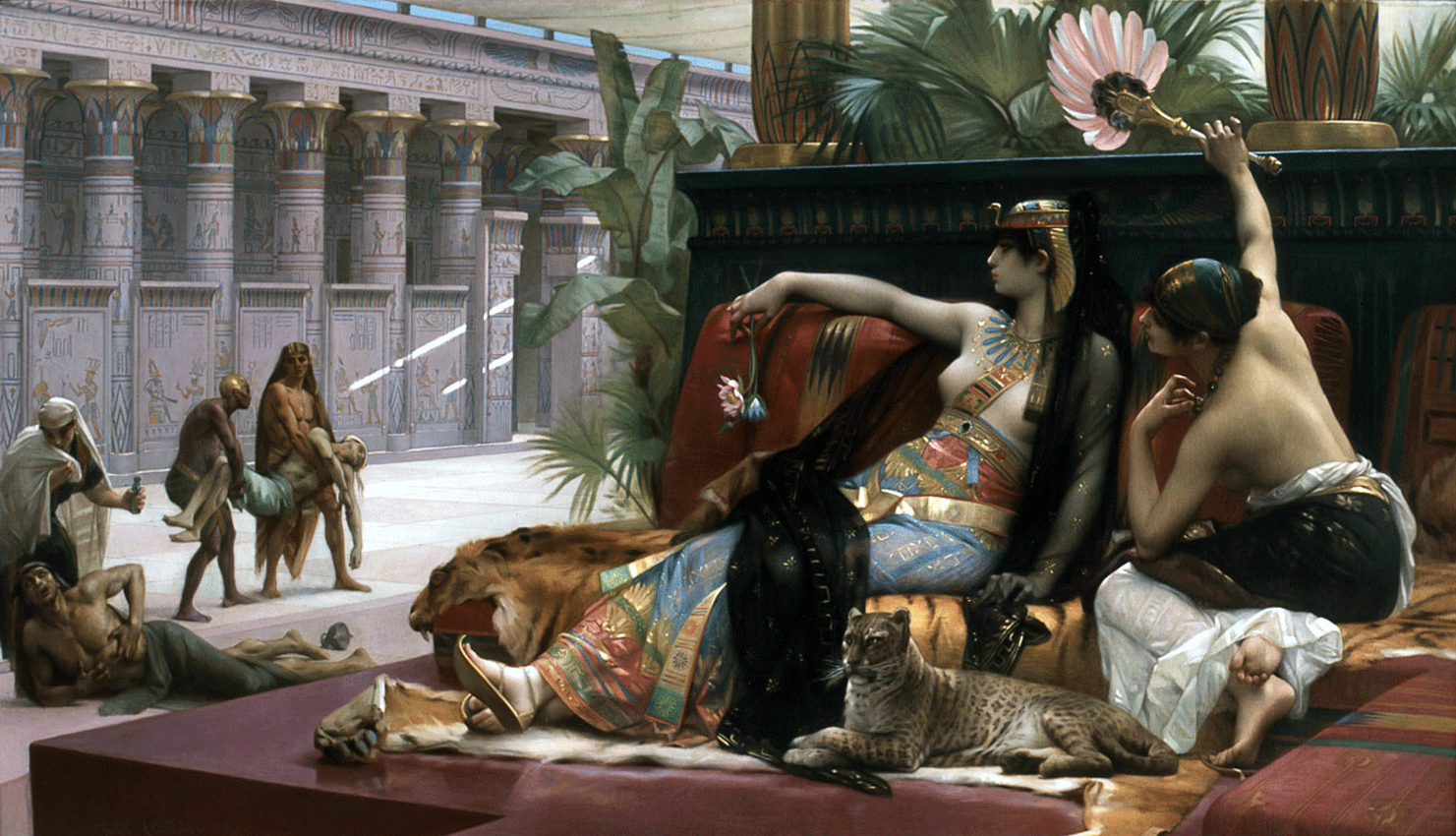
Kleopatra testar gifter på dödsdömda (1887), Koninklijk Museum voor Schone Kunsten Antwerpen.

Cabanel tillbringade åren 1846–1850 i Rom och blev 1863 professor vid École des Beaux-Arts, vars direktör han sedan blev. Han var den franska akademiska konstens främste företrädare. Han inriktade sig på bibliska, mytologiska och historiska motiv och målade redan före sin vistelse i Rom Kristus i örtagården (1844), Kristus inför pretorn (1845), Den fallna ängeln (1847) och sedan inom samma ämneskrets Johannes döparen, Moses död, Kristen martyr och Den helige Ludvigs förhärligande (1855) samt Maria Magdalena. 
Vid sidan av kyrkliga ämnen började han även vända sig till moderna och romantiska, såsom Othello berättar om sina strider, Florentinsk poet (1861), en vacker existensbild från renässansens dagar, Francesca da Rimini och Paolo Malatesta (1879, betydligt teatralisk i kompositionen). Jämte alster inom dessa sfärer av måleri märks dekorativa verk. Det första av dessa var ett offentligt uppdrag att i Hôtel de Ville i Paris måla "De tolv månaderna" i medaljonger; vidare må nämnas hans dekorering av Hotel Péreire i Paris, utförd i 1700-talets franska stil, Floras triumf, plafond i Louvren (1873), och Ludvig den helige, för Pantheon (1878). 
Ett av Cabanels favoritmotiv var den nakna kvinnliga kroppen. Dit hör framför allt Venus födelse (1863, Musée d'Orsay). Det förlorade paradiset (1867, Adam och Eva i övernaturlig storlek) är hållen i en fadd färgskala. Till samma grupp hör Venus (1875) och Lucretia och Tarquinius (1877) med flera. Av hans senare verk bör nämnas Faidra (1880, Musée Fabre) samt Kleopatra testar gifter på dödsdömda (1887, Antwerpen). 
Cabanel var flitigt anlitad som porträttmålare och målade exempelvis Napoleon III. Annars var det huvudsakligen mondäna damer han porträtterade, med smekande pensel och elegant färghållning. Bland hans damporträtt finns det av den svenska sopranen Christina Nilsson som Ofelia (1873, Statens porträttsamling, Gripsholms slott).

## Utmärkelser
- Bayerska Sankt Mikaels förtjänstorden,  1867
- Kommendör av Hederslegionen,  1884
- Prix de Rome

[Redigera Wikidata]